# کولاروی، نیو ساوت ولز
کولاروی (به انگلیسی: Collaroy) یک حومه شهر در استرالیا است که در نیو ساوت ولز واقع شده‌است.